# محاكاة التدريب
في مجال الأعمال، تعد محاكاة التدريب وسيلة افتراضية يمكن من خلالها اكتساب أنواع مختلفة من المهارات. يمكن استخدام محاكاة التدريب في مجموعة متنوعة من الأنواع؛ ومع ذلك، فهي تُستخدم بشكل شائع في مواقف الشركات لتحسين الوعي بالأعمال التجارية والمهارات الإدارية. كما أنها شائعة في البيئات الأكاديمية كجزء لا يتجزأ من دورات الأعمال أو الإدارة.
تعني كلمة محاكاة تقليد عملية من الحياة الواقعية، عادةً عبر جهاز حاسوب أو أي جهاز تقاني آخر، من أجل توفير تجربة نابضة بالحياة. وقد ثبت أن هذه طريقة موثوقة وناجحة للتدريب في آلاف الصناعات حول العالم. ويمكن استخدامها للسماح بالتخصص في مجال معين، ولتثقيف الأفراد حول كيفية عمل القطاعات ككل، مما يجعل عمليات محاكاة التدريب متعددة الاستخدامات. من الخطأ القول أن محاكاة التدريب مجرد ألعاب؛ بل هدفها هو التثقيف والإعلام بطريقة مثيرة لا تُنسى، وليس مجرد الترفيه.